# سليمان هزازي
سليمان هزازي (بالإنجليزية: Sulaiman Hazazi)؛ مواليد 1 فبراير 2003 في مكة، السعودية، هو لاعب كرة قدم سعودي يلعب لنادي الزلفي.

## مسيرة اللاعب
لعب في نادي الوحدة ونادي التعاون ونادي القيصومة ونادي الزلفي.

## روابط خارجية
- سليمان هزازي على موقع Soccerway.com (الإنجليزية)